# Râul Bistricioara, Siret
Râul Bistricioara este un curs de apă, fiind al 49-lea afluent de dreapta al râului Bistrița (Siret).

## Geografie
Râul își are izvoarele pe versantul estic al masivului Călimani la nord de Vârful Măgura de la o altitudine de 1260 m și, se varsă în Bistrița la cota de 507 m în cea mai lungă prelungire laterală din Lacul Izvorul Muntelui - de 3 km - pe partea dreaptă a acestuia, în apropierea cozii lui. Cota acestei confluențe este în fapt dependentă de oscilațiile de nivel ale lacului, de la cca 507 m la nivelul talvegului si până la 513 m, corespunzator nivelului din acumulare.
Suprafața bazinului hidrografic al râului este de 770 km2, cu altitudinea medie de 1041 m. Valoarea de peste 1000 m a acesteia atestă cote mari ale reliefului din teritoriul respectiv.
Lungimea totală a râului este de 64 km, din care pe parcursul Județului Harghita curge pe o lungime de 49 km.

## Geologie și geomorfologie
Din punct de vedere geologic bazinul hidrografic Bistricioara este situat în partea central-vestică a Carpaților Orientali, ocupând părți din cele trei unități geostructurale:
- Unitatea vulcanică - reprezentată prin versantul sud-estic al Masivului Călimani
- Unitatea cristalino-mezozoică care este situată la sud si sud-est de Masivul Călimani și cuprinde părți din Munții Bistriței, Munții Giurgeu și Munții Hășmaș
- Munții flișului, respectiv Masivul Ceahlău care este situat pe sectorul inferior al Bistricioarei, pe dreapta acestuia

Relieful este adaptat la structură si litologie. 
- Astfel în Masivul Călimani predomină platourile vulcanice înalte, continuate către periferie cu culmi prelungi, radiare.
- Pentru zona cristalino-mezozoică sunt caracteristice formele de relief masive si greoaie si cu altitudini mari.

- În partea sudică a Munților Bistriței, în cotul mare al Bistricioarei apar câteva petice care fac trecerea către Munții Hăghimaș.

- În zona flișului altitudinile generale ale reliefului rareori ating 1300-1500m.
- La periferia vestică a cristalinului către zona de contact cu unitatea vulcanică, se află depresiunile: Glodu, Bilbor și Borsec.

## Elemente declimășihidrologie
Temperatura aerului (medii multianuale) are valori de 0,5-3 oC pe culmile montane cele mai înalte, 4-6 oC în depresiunile din nord și 6-7 oC în zona de confluență cu Râul Bistrița.
Cantitățile de precipitații au valori care cresc odată cu altitudinea.
Regimul hidrologic este caracteristic râurilor de munte, cu debite reduse toamna și iarna și cu
valori mai mari primăvara și vara. În bazinul hidrografic Bistricioara funcționează 4 stații hidrometrice: trei pe râul principal (Bilbor, Tulgheș Bistricioara) și una pe Râul Putna (la Tulgheș).

## Diviziuni administrative parcurse
De la izvor la vărsare, Bistricioara parcurge teritoriile comunei Bilbor, Corbu și Tulgheș aflate în județul Harghita, intrând în județul Neamț mai întîi pe teritoriul comunei Grințieș pentru a se vărsa în Bistrița pe cel al comunei Ceahlău.

## Căi de comunicație
Axialul apei urmărește în ordine traseele DJ174A, DJ174B și DN15. În localitățile Tulgheș respectiv Bistricioara (comuna Ceahlău), DN15 se intersectează cu DJ127 spre Ditrău, respectiv DJ155F spre Durău.

## Oportunități turistice
Pe parcursul său, râul parcurge sau se află în apropierea următoarelor arii de interes:
- Pasul Bursucăriei - trecătoare între Depresiunea Bilborului și cea a Dornelor
- Depresiunea Bilbor
- Stațiunea Borsec
- Muntele Comarnicului
- Comuna Tulgheș
- Vârful Grințieșul Mare
- Stațiunea Durău
- Lacul Izvorul Muntelui